# ファエターノ
ファエターノ（イタリア語: Faetano）は、サンマリノのカステッロ（コムーネ）。面積7.75平方キロ、人口1132人（2006年）。

## 地理
サンマリノのモンテジャルディーノ、フィオレンティーノ、ボルゴ・マッジョーレ、ドマニャーノとイタリアのコリアーノ、モンテスクードおよびサッソフェルトリオに隣接する。

## 歴史
1463年にファエターノ側からの要望で編入された。これがサンマリノにとって、最後の領土拡張となった。

## 教区
カ・キアヴェッロ (Cà Chiavello) 、カッリガリーア (Calligaria) 、コリアニーノ (Corianino) 、モンテ・プリート (Monte Pulito) の4教区が置かれている。
座標: 北緯43度55分32秒 東経12度29分54秒 / 北緯43.92556度 東経12.49833度